# Cliffside
Cliffside è un census-designated place (CDP) degli Stati Uniti d'America, situato nello stato della Carolina del Nord, nella contea di Rutherford. Secondo il censimento del 2020 gli abitanti di Cliffside ammontavano a 530.
La Cliffside Public School è stata inserita nel National Register of Historic Places nel 1998.